# Гіпохлорити
Гі́похлори́ти — солі гіпохлоритної кислоти. Солі стійкіші від самої кислоти і можуть існувати у вільному стані. 
Найважливішими представниками ряду гіпохлоритів є гіпохлорит натрію NaClO, гіпохлорит калію KClO, гіпохлорит кальцію Ca(ClO)2 — вони є складовими технічних розчинів, що мають власні тривіальні назви: жавелева вода, лабарракова вода і хлорне вапно відповідно. 

## Фізичні властивості
Гіпохлорити є білими кристалічними сполуками без запаху. Вони активно поглинають вуглекислий газ та вологу з повітря (через що може відбуватися поява запаху хлору — це свідчить про їхню реакцію із водою).

## Отримання
Гіпохлорити лужних металів одержують звичайно у вигляді водного розчину при пропусканням хлору крізь розчин гідроксиду. При цьому утворюється суміш двох солей: хлориду і гіпохлориту. Саме за цим методом Клодом Бертолле у 1787 році був синтезований перший гіпохлорит — гіпохлорит калію:
{\displaystyle \mathrm {2KOH+Cl_{2}\longrightarrow KClO+KCl+H_{2}O} }
Також гіпохлорити активних металів (зазвичай, гіпохлорит натрію і, рідше, калію) синтезують електролізом водних розчинів хлоридів. Хлорид-іон окиснюється до вільного хлору і утворює хлоридну та гіпохлоритну кислоти (які в розчині дисоціюють):
{\displaystyle \mathrm {2Cl^{-}{\xrightarrow {-2e}}Cl_{2}} }
{\displaystyle \mathrm {Cl_{2}+H_{2}O\rightleftarrows 2H^{+}+Cl^{-}+ClO^{-}} }
Утворення гіпохлоритної кислоти та гіпохлорит-іонів припиняється при перенасиченні системи хлором, при досягненні значення pH у 2—3. Однак, відновлення води на катоді із утворенням гідроксид-іонів підтримує реакцію середовища у промішку pH 7—9. Тому концентрація розчиненого хлору залишається низькою і гіпохлорит-іони продовжують синтезуватися.
Добування гіпохлоритів важких металів відбувається шляхом обмінної реакції із активнішими гіпохлоритами:
{\displaystyle \mathrm {BaCl_{2}+2NaClO\longrightarrow Ba(ClO)_{2}+2NaCl} }

## Хімічні властивості
У водних розчинах гіпохлорити гідролізуються, утворюючи гіпохлоритну кислоту і відповідний гідроксид:
{\displaystyle \mathrm {ClO^{-}+H_{2}O\longrightarrow HClO+OH^{-}} }
При нагріванні твердих сполук або їхніх розчинів, гіпохлорити можуть розкладатися або диспропорціонувати (із утворенням хлоратів):
{\displaystyle \mathrm {2ClO^{-}{\xrightarrow {t}}2Cl^{-}+O_{2}\uparrow } }
{\displaystyle \mathrm {3ClO^{-}{\xrightarrow {t}}ClO_{3}^{-}+2Cl^{-}} }
При взаємодії з хлоридною кислотою виділяється хлор:
{\displaystyle \mathrm {ClO^{-}+2HCl\longrightarrow Cl_{2}\uparrow +Cl^{-}+H_{2}O} }
Гіпохлорити є сильними окисниками:
{\displaystyle \mathrm {ClO^{-}+H_{2}O_{2}\longrightarrow O_{2}+Cl^{-}+H_{2}O} }
{\displaystyle \mathrm {4ClO^{-}+MnS\longrightarrow MnSO_{4}+4Cl^{-}} }
Усі гіпохлорити активно поглинають з повітря діоксид вуглецю:
{\displaystyle \mathrm {2ClO^{-}+CO_{2}+H_{2}O\longrightarrow CO_{3}^{2-}+2HClO} }

## Застосування
Основним застосування гіпохлоритів є відбілювання тканин і паперу, дезінфекція води. 